# Falk Boden
Falk Boden (n. 20 ianuarie 1960, Elsterwerda, RDG) este un ciclist german, medaliat olimpic. A participat la o ediție a Jocurilor Olimpice (1980) în care a câștigat o medalie de argint.

## Participări
Lista de mai jos prezintă principalele competiții la care a participat Falk Boden de-a lungul carierei.
- Velosport na letnih Olimpiiskih igrah 1980 - komandnaia gonka s razdelnîm startom na șosse (mujcinî)[*]